# Liste von Terroranschlägen in Algerien
Die Liste von Terroranschlägen in Algerien beinhaltet eine Übersicht über in Algerien verübte Terroranschläge.
Zur großen Übersicht siehe Liste von Terroranschlägen.

## Erläuterung
In der Spalte Politische Ausrichtung ist die politische bzw. weltanschauliche Einordnung der Täter angegeben: faschistisch, rassistisch, nationalistisch, nationalsozialistisch, sozialistisch, kommunistisch, antiimperialistisch, islamistisch (schiitisch, sunnitisch, deobandisch, salafistisch, wahhabitisch), hinduistisch. Bei vorrangig auf staatliche Unabhängigkeit oder Autonomie zielender Ausrichtung ist autonomistisch vorangestellt, gefolgt von der Region oder der Volksgruppe und ggf. weiteren Merkmalen der Täter: armenisch, irisch (katholisch), kurdisch, tirolisch, tschetschenisch, dagestanisch, punjabisch (sikhistisch), palästinensisch.
Die Opferzahlen der Anschläge werden farbig dargestellt:

Die Zahl bei den Anschlägen getöteter/verletzter Täter ist in Klammern ( ) gesetzt.

## 1992
| Datum/Beginn    | Ort         | Artikel/Quelle(n) | Täter                   | Politische Ausrichtung       | Mittel      | Ziel             | Tote | Verletzte | Hintergrund             |
| --------------- | ----------- | ----------------- | ----------------------- | ---------------------------- | ----------- | ---------------- | ---- | --------- | ----------------------- |
| 06. März 1992   | Boumerdes   | [ 1 ]             | Muslimische Extremisten |                              | Pistole(n)  | Polizeieinheit   | 0    | 20        | Algerischer Bürgerkrieg |
| 26. August 1992 | nahe Algier | [ 2 ]             | FIS                     | islamisch-fundamentalistisch | Sprengstoff | Flughafen Algier | 9    | 100       | Algerischer Bürgerkrieg |

## 1994
| Datum/Beginn      | Ort       | Artikel/Quelle(n) | Täter                   | Politische Ausrichtung     | Mittel      | Ziel          | Tote | Verletzte | Hintergrund             |
| ----------------- | --------- | ----------------- | ----------------------- | -------------------------- | ----------- | ------------- | ---- | --------- | ----------------------- |
| 29. Juni 1994     | Algier    | [ 3 ]             | Muslimische Extremisten |                            | Sprengstoff | Demonstration | 0    | 64        | Algerischer Bürgerkrieg |
| 17. November 1994 | El Bayadh | [ 4 ]             | GIA                     | salafistisch, wahhabitisch |             | Polizisten    | 55   | 0         | Algerischer Bürgerkrieg |

## 1995
| Datum/Beginn      | Ort            | Artikel/Quelle(n) | Täter | Politische Ausrichtung     | Mittel                             | Ziel                 | Tote    | Verletzte | Hintergrund             |
| ----------------- | -------------- | ----------------- | ----- | -------------------------- | ---------------------------------- | -------------------- | ------- | --------- | ----------------------- |
| 19. Januar 1995   | Bougara        | [ 5 ]             |       |                            | Autobombe                          | Markt                | 2       | 20        | Algerischer Bürgerkrieg |
| 30. Januar 1995   | Algier         | [ 6 ]             | GIA   | salafistisch, wahhabitisch | Selbstmordattentäter mit Autobombe | Polizeihauptquartier | 42 (+1) | 286       | Algerischer Bürgerkrieg |
| 10. März 1995     | Algier         | [ 7 ]             | GIA   | salafistisch, wahhabitisch | Autobombe                          | Polizeigebäude       | 0       | 60        | Algerischer Bürgerkrieg |
| 25. Mai 1995      | Algier         | [ 8 ]             |       |                            | Sprengsatz                         | Tennisclub           | 37      | 3         | Algerischer Bürgerkrieg |
| 06. August 1995   | Boufarik       | [ 9 ]             |       |                            | Selbstmordattentäter mit Autobombe | Elektrizitätswerk    | 11      | 25        | Algerischer Bürgerkrieg |
| 06. August 1995   | Algier         | [ 10 ]            |       |                            | Granaten                           | Polizeifahrzeug      | 2       | 20        | Algerischer Bürgerkrieg |
| 10. August 1995   | Medea          | [ 11 ]            |       |                            | Sprengsatz                         | Passagierzug         | 7       | 20        | Algerischer Bürgerkrieg |
| 31. August 1995   | Algier         | [ 12 ]            | GIA   | salafistisch, wahhabitisch | Autobombe                          | Polizeihauptquartier | 9       | 104       | Algerischer Bürgerkrieg |
| 10. Oktober 1995  | Khemis Miliana | [ 13 ]            | GIA   | salafistisch, wahhabitisch | Autobombe                          | Kraftwerk            | 3       | 30        | Algerischer Bürgerkrieg |
| 22. Oktober 1995  | Relizane       | [ 14 ]            | GIA   | salafistisch, wahhabitisch | Autobombe                          | Dorf                 | 11      | 82        | Algerischer Bürgerkrieg |
| 12. Dezember 1995 | Algier         | [ 15 ]            | GIA   | salafistisch, wahhabitisch | Autobombe                          | Café                 | 15      | 40        | Algerischer Bürgerkrieg |
| 20. Dezember 1995 | Mostaganem     | [ 16 ]            |       |                            | Sprengsatz                         | Café                 | 1       | 23        | Algerischer Bürgerkrieg |

## 1996
| Datum/Beginn       | Ort        | Artikel/Quelle(n) | Täter | Politische Ausrichtung     | Mittel                 | Ziel              | Tote | Verletzte | Hintergrund             |
| ------------------ | ---------- | ----------------- | ----- | -------------------------- | ---------------------- | ----------------- | ---- | --------- | ----------------------- |
| 15. Januar 1996    | Blida      | [ 17 ]            |       |                            | Autobombe              | Hotel             | 5    | 25        | Algerischer Bürgerkrieg |
| 05. Februar 1996   | Aïn Bessem | [ 18 ]            |       |                            | Autobombe              | Krankenhaus       | 5    | 22        | Algerischer Bürgerkrieg |
| 11. Februar 1996   | Algier     | [ 19 ]            |       |                            | Autobombe              | Regierungsgebäude | 2    | 40        | Algerischer Bürgerkrieg |
| 11. Februar 1996   | Algier     | [ 20 ]            |       |                            | Autobombe              | Pressezentrum     | 18   | 52        | Algerischer Bürgerkrieg |
| 18. März 1996      | Tizi Ouzou | [ 21 ]            |       |                            | Autobombe              |                   | 6    | 21        | Algerischer Bürgerkrieg |
| 20. März 1996      | Laghouat   | [ 22 ]            |       |                            | Schusswaffe(n)         | Bus               | 10   | 20        | Algerischer Bürgerkrieg |
| 11. Mai 1996       | Blida      | [ 23 ]            |       |                            | Autobombe              |                   | 3    | 70        | Algerischer Bürgerkrieg |
| 12. Juni 1996      | Boumerdes  | [ 24 ]            |       |                            | Autobombe              | Wohngebäude       | 2    | 20        | Algerischer Bürgerkrieg |
| 22. Juni 1996      | Blida      | [ 25 ]            |       |                            | Autobombe              | Markt             | 7    | 20        | Algerischer Bürgerkrieg |
| 20. Juli 1996      | Koléa      | [ 26 ]            |       |                            | Sprengsatz             | Cafeteria         | 5    | 30        | Algerischer Bürgerkrieg |
| 04. August 1996    | Tiaret     | [ 27 ]            |       |                            | Autobombe              | Stadtzentrum      | 0    | 24        | Algerischer Bürgerkrieg |
| 08. August 1996    | Algier     | [ 28 ]            |       |                            | Sprengsatz             | Café              | 1    | 20        | Algerischer Bürgerkrieg |
| 12. September 1996 | Algier     | [ 29 ]            |       |                            | Autobombe              | Polizeistation    | 2    | 28        | Algerischer Bürgerkrieg |
| 27. September 1996 | Boufarik   | [ 30 ]            |       |                            | Sprengsatz             | Markt             | 7    | 20        | Algerischer Bürgerkrieg |
| 07. Oktober 1996   | Laghouat   | [ 31 ]            |       |                            | Messer, Schusswaffe(n) | Bus               | 20   | 0         | Algerischer Bürgerkrieg |
| 11. Oktober 1996   | Algier     | [ 32 ]            |       |                            | Sprengsatz             | Markt             | 5    | 75        | Algerischer Bürgerkrieg |
| 24. Oktober 1996   | Algier     | [ 33 ]            |       |                            | Sprengsatz             | Passagierzug      | 8    | 30        | Algerischer Bürgerkrieg |
| 05. November 1996  | Algier     | [ 34 ]            |       |                            | Messer                 | Zivilisten        | 31   | 0         | Algerischer Bürgerkrieg |
| 10. November 1996  | Algier     | [ 35 ]            |       |                            | Sprengsatz             | Bus               | 15   | 30        | Algerischer Bürgerkrieg |
| 11. Dezember 1996  | Blida      | [ 36 ]            | GIA   | salafistisch, wahhabitisch | Schusswaffen           | Bus               | 20   | 7         | Algerischer Bürgerkrieg |
| 23. Dezember 1996  | Algier     | [ 37 ]            |       |                            | Autobombe              | Café              | 8    | 20        | Algerischer Bürgerkrieg |
| 23. Dezember 1996  | Algier     | [ 38 ]            |       |                            | Autobombe              | Café              | 3    | 70        | Algerischer Bürgerkrieg |
| 26. Dezember 1996  | Algier     | [ 39 ]            |       |                            | Autobombe              | Polizeistation    | 10   | 68        | Algerischer Bürgerkrieg |
| 29. Dezember 1996  | Algier     | [ 40 ]            |       |                            | Sprengsatz             | Café              | 0    | 20        | Algerischer Bürgerkrieg |
| 29. Dezember 1996  | Ain Defla  | [ 41 ]            |       |                            | Messer                 | Dorf              | 28   | 0         | Algerischer Bürgerkrieg |

## 1997
| Datum/Beginn       | Ort                 | Artikel/Quelle(n)    | Täter                      | Politische Ausrichtung | Mittel         | Ziel           | Tote | Verletzte | Hintergrund             |
| ------------------ | ------------------- | -------------------- | -------------------------- | ---------------------- | -------------- | -------------- | ---- | --------- | ----------------------- |
| 07. Januar 1997    | Algier              | [ 42 ]               | Islamisten                 | islamistisch           | Autobombe      | Universität    | 13   | 100       | Algerischer Bürgerkrieg |
| 18. Januar 1997    | Jijel               | [ 43 ]               | Islamisten                 | islamistisch           |                | Dorf           | 36   | 0         | Algerischer Bürgerkrieg |
| 18. Januar 1997    | Jijel               | [ 44 ]               | Islamisten                 | islamistisch           | Messer         | Moschee        | 49   | 0         | Algerischer Bürgerkrieg |
| 19. Januar 1997    | Algier              | [ 45 ]               | Islamisten                 | islamistisch           | Sprengsatz     |                | 42   | 60        | Algerischer Bürgerkrieg |
| 19. Januar 1997    | Algier              | [ 46 ]               | Islamisten                 | islamistisch           | Autobombe      | Gewerbegebiet  | 23   | 100       | Algerischer Bürgerkrieg |
| 22. Januar 1997    | Boufarik            | [ 47 ]               | Islamisten                 | islamistisch           | Sprengsatz     |                | 7    | 60        | Algerischer Bürgerkrieg |
| 02. Februar 1997   | Medea               | [ 48 ]               | Islamisten                 | islamistisch           |                | Dorf           | 31   | 0         | Algerischer Bürgerkrieg |
| 12. Februar 1997   | Medea               | [ 49 ]               |                            |                        |                | Dorf           | 64   | 0         | Algerischer Bürgerkrieg |
| 17. März 1997      | Algier              | [ 50 ]               | Islamisten                 | islamistisch           | Autobombe      |                | 4    | 30        | Algerischer Bürgerkrieg |
| 19. März 1997      | Medea               | [ 51 ]               | Islamisten                 | islamistisch           | Messer         | Dorf           | 32   | 0         | Algerischer Bürgerkrieg |
| 27. März 1997      | Boumerdes           | [ 52 ]               | Islamisten                 | islamistisch           | Autobombe      |                | 4    | 27        | Algerischer Bürgerkrieg |
| 27. März 1997      | Algier              | [ 53 ]               | Jihad Islamic League Front |                        | Sprengsätze    | Restaurant     | 4    | 27        | Algerischer Bürgerkrieg |
| 11. April 1997     | Batna               | [ 54 ]               |                            |                        | Messer         | Dorf           | 22   | 0         | Algerischer Bürgerkrieg |
| 14. April 1997     | Bechar              | [ 55 ]               |                            |                        | Messer         | Dorf           | 36   | 0         | Algerischer Bürgerkrieg |
| 16. April 1997     | Blida               | [ 56 ]               |                            |                        | Sprengsätze    | Markt          | 7    | 26        | Algerischer Bürgerkrieg |
| 25. April 1997     | Algier              | [ 57 ]               |                            |                        | Sprengsatz     | Passagierzug   | 21   | 20        | Algerischer Bürgerkrieg |
| 06. Mai 1997       | Algier              | [ 58 ] [ 59 ] [ 60 ] |                            |                        | Sprengsätze    | Schulen        | 15   | 96        | Algerischer Bürgerkrieg |
| 11. Mai 1997       | Algier              | [ 61 ]               |                            |                        | Autobombe      |                | 13   | 30        | Algerischer Bürgerkrieg |
| 22. Mai 1997       | Boufarik            | [ 62 ]               |                            |                        | Autobombe      |                | 15   | 31        | Algerischer Bürgerkrieg |
| 01. Juni 1997      | Algier              | [ 63 ]               |                            |                        | Sprengsätze    | Busse          | 8    | 77        | Algerischer Bürgerkrieg |
| 19. Juni 1997      | Algier              | [ 64 ]               | Muslimische Rebellen       |                        | Sprengsatz     | Kino           | 2    | 20        | Algerischer Bürgerkrieg |
| 25. Juni 1997      | Algier              | [ 65 ]               |                            |                        | Sprengsätze    | Zug            | 0    | 40        | Algerischer Bürgerkrieg |
| 26. Juni 1997      | Medea               | [ 66 ]               | Muslimische Rebellen       |                        | Messer         | Dorf           | 22   | 0         | Algerischer Bürgerkrieg |
| 26. Juni 1997      | Algier              | [ 67 ]               |                            |                        | Sprengsatz     | Minibus        | 3    | 20        | Algerischer Bürgerkrieg |
| 04. Juli 1997      | Medea               | [ 68 ]               |                            |                        |                | Dorf           | 27   | 0         | Algerischer Bürgerkrieg |
| 09. Juli 1997      | Algier              | [ 69 ]               |                            |                        | Sprengstoff    | Kino           | 0    | 20        | Algerischer Bürgerkrieg |
| 14. Juli 1997      | Algier              | [ 70 ]               |                            |                        | Sprengstoff    | Markt          | 21   | 40        | Algerischer Bürgerkrieg |
| 19. Juli 1997      | Tlemcen             | [ 71 ] [ 72 ]        |                            |                        | Sprengstoff    | Café(s)        | 2    | 60        | Algerischer Bürgerkrieg |
| 21. Juli 1997      | Blida               | [ 73 ] [ 74 ]        | Islamisten                 | islamistisch           | Messer         | Dörfer         | 94   | 0         | Algerischer Bürgerkrieg |
| 27. Juli 1997      | Ain Temouchent      | [ 75 ]               |                            |                        | Messer         | Dorf           | 22   | 0         | Algerischer Bürgerkrieg |
| 27. Juli 1997      | Blida               | [ 76 ]               |                            |                        | Granate        | Dorf           | 44   | 0         | Algerischer Bürgerkrieg |
| 30. Juli 1997      | Blida               | [ 77 ]               |                            |                        |                | Zivilisten     | 20   | 0         | Algerischer Bürgerkrieg |
| 31. Juli 1997      | Ain Temouchent      | [ 78 ]               | Islamisten                 | islamistisch           | Messer         | Dorf           | 38   | 12        | Algerischer Bürgerkrieg |
| 03. August 1997    | Ain Defla           | [ 79 ]               |                            |                        |                | Dorf           | 76   | 0         | Algerischer Bürgerkrieg |
| 07. August 1997    | Medea               | [ 80 ]               |                            |                        | Messer         | Dorf           | 21   | 0         | Algerischer Bürgerkrieg |
| 08. August 1997    | El Djelfa           | [ 81 ]               |                            |                        | Sprengstoff    | Moschee        | 10   | 20        | Algerischer Bürgerkrieg |
| 11. August 1997    | Algier              | [ 82 ]               | Islamisten                 | islamistisch           |                | Dorf           | 28   | 0         | Algerischer Bürgerkrieg |
| 11. August 1997    | Ain Defla           | [ 83 ]               |                            |                        | Messer         | Dorf           | 29   | 0         | Algerischer Bürgerkrieg |
| 19. August 1997    | Djelfa              | [ 84 ]               |                            |                        | Messer         | Dorf           | 20   | 0         | Algerischer Bürgerkrieg |
| 20. August 1997    | Medea               | [ 85 ]               |                            |                        | Schusswaffe(n) | Dorf           | 3    | 22        | Algerischer Bürgerkrieg |
| 21. August 1997    | Blida               | [ 86 ]               |                            |                        | Messer         | Dorf           | 64   | 0         | Algerischer Bürgerkrieg |
| 23. August 1997    | Djelfa              | [ 87 ]               |                            |                        | Messer         | Dorf           | 20   | 0         | Algerischer Bürgerkrieg |
| 23. August 1997    | Blida               | [ 88 ]               |                            |                        | Sprengstoff    | Zug            | 8    | 28        | Algerischer Bürgerkrieg |
| 24. August 1997    | Oran                | [ 89 ]               |                            |                        | Schusswaffe(n) | Dorf           | 30   | 0         | Algerischer Bürgerkrieg |
| 24. August 1997    | Tissemsilt          | [ 90 ]               |                            |                        | Messer         | Dorf           | 24   | 0         | Algerischer Bürgerkrieg |
| 25. August 1997    | Algier              | [ 91 ]               |                            |                        | Sprengstoff    | Markt          | 4    | 49        | Algerischer Bürgerkrieg |
| 28. August 1997    | Algier              | [ 92 ]               |                            |                        | Sprengstoff    | Moschee        | 8    | 22        | Algerischer Bürgerkrieg |
| 28. August 1997    | Muaskar             | [ 93 ]               |                            |                        | Messer         | Dorf           | 21   | 0         | Algerischer Bürgerkrieg |
| 28. August 1997    | Blida               | [ 94 ]               |                            |                        | Messer         | Dorf           | 256  | 194       | Algerischer Bürgerkrieg |
| 03. September 1997 | Ain Defla           | [ 95 ]               |                            |                        | Messer         | Dorf           | 22   | 0         | Algerischer Bürgerkrieg |
| 05. September 1997 | Algier              | [ 96 ]               |                            |                        | Messer         | Dorf           | 50   | 60        | Algerischer Bürgerkrieg |
| 21. September 1997 | Medea               | [ 97 ]               |                            |                        |                | Dorf           | 53   | 0         | Algerischer Bürgerkrieg |
| 22. September 1997 | Algier              | [ 98 ]               |                            |                        | Messer         | Dorf           | 85   | 67        | Algerischer Bürgerkrieg |
| 28. September 1997 | Blida               | [ 99 ]               |                            |                        | Messer         | Dorf           | 48   | 0         | Algerischer Bürgerkrieg |
| 30. September 1997 | Blida               | [ 100 ]              |                            |                        | Messer         | Familie        | 52   | 0         | Algerischer Bürgerkrieg |
| 03. Oktober 1997   | Blida               | [ 101 ]              |                            |                        | Artillerie     | Stadt          | 12   | 85        | Algerischer Bürgerkrieg |
| 03. Oktober 1997   | Algier              | [ 102 ]              |                            |                        | Messer         | Dorf           | 38   | 0         | Algerischer Bürgerkrieg |
| 04. Oktober 1997   | Blida               | [ 103 ]              |                            |                        |                | Dorf           | 30   | 0         | Algerischer Bürgerkrieg |
| 13. Oktober 1997   | Tlemcen             | [ 104 ]              |                            |                        | Messer         | Passagierbusse | 41   | 15        | Algerischer Bürgerkrieg |
| 07. November 1997  | Laghouat            | [ 105 ]              |                            |                        | Messer         |                | 22   | 0         | Algerischer Bürgerkrieg |
| 14. November 1997  | Algier              | [ 106 ]              |                            |                        | Sprengstoff    | Moschee        | 2    | 37        | Algerischer Bürgerkrieg |
| 27. November 1997  | Blida               | [ 107 ]              |                            |                        | Messer         |                | 25   | 0         | Algerischer Bürgerkrieg |
| 30. November 1997  | Tiaret              | [ 108 ]              |                            |                        | Schusswaffen   | Dorf           | 29   | 0         | Algerischer Bürgerkrieg |
| 18. Dezember 1997  | Blida               | [ 109 ]              |                            |                        | Messer         | Dorf           | 31   | 17        | Algerischer Bürgerkrieg |
| 18. Dezember 1997  | Bouira              | [ 110 ]              |                            |                        | Messer         | Dorf           | 30   | 0         | Algerischer Bürgerkrieg |
| 19. Dezember 1997  | Blida               | [ 111 ]              |                            |                        | Sprengstoff    | Markt          | 4    | 21        | Algerischer Bürgerkrieg |
| 26. Dezember 1997  | Boumerdes           | [ 112 ]              |                            |                        | Äxte           | Dorf           | 21   | 0         | Algerischer Bürgerkrieg |
| 29. Dezember 1997  | Medea               | [ 113 ]              |                            |                        |                | Zivilisten     | 20   | 0         | Algerischer Bürgerkrieg |
| 30. Dezember 1997  | Ain Defla, Relizane | [ 114 ] [ 115 ]      |                            |                        | Messer         | Dörfer         | 412  | 0         | Algerischer Bürgerkrieg |

## 1998
| Datum/Beginn       | Ort            | Artikel/Quelle(n) | Täter                   | Politische Ausrichtung       | Mittel                   | Ziel                      | Tote    | Verletzte | Hintergrund             |
| ------------------ | -------------- | ----------------- | ----------------------- | ---------------------------- | ------------------------ | ------------------------- | ------- | --------- | ----------------------- |
| 10. Januar 1998    | Bouira         | [ 116 ]           |                         |                              | Stichwaffen              | Zivilisten                | 26      |           | Algerischer Bürgerkrieg |
| 11. Januar 1998    | Algier         | [ 117 ] [ 118 ]   | GIA                     | salafistisch, wahhabitisch   | 2 Sprengsätze            | Kino, Moschee, Zivilisten | 120–400 |           | Algerischer Bürgerkrieg |
| 20. Januar 1998    | Algier         | [ 119 ]           |                         |                              | Sprengsatz               | Bus                       | 1       | 23        | Algerischer Bürgerkrieg |
| 25. Januar 1998    | Tiaret         | [ 120 ]           |                         |                              |                          | Zivilisten                | 20      | 4         | Algerischer Bürgerkrieg |
| 12. Februar 1998   | Algier         | [ 121 ]           | GIA                     | salafistisch, wahhabitisch   | 2 Sprengsätze            | Zivilisten                | 2       | 28        | Algerischer Bürgerkrieg |
| 21. Februar 1998   | Blida          | [ 122 ]           |                         |                              | Sprengsatz               | Passagierzug              | 18      | 25        | Algerischer Bürgerkrieg |
| 27. März 1998      | Djelfa         | [ 123 ]           | GIA                     | salafistisch, wahhabitisch   | Äxte, Messer, Entführung | Dorf                      | 52      |           | Algerischer Bürgerkrieg |
| 21. April 1998     | Blida          | [ 124 ]           | vermutlich GIA          | salafistisch, wahhabitisch   | Granatwerfer             | Soldaten                  | 5       | 40        | Algerischer Bürgerkrieg |
| 07. Mai 1998       | Hadjout        | [ 125 ]           | Muslimische Extremisten | islamisch-fundamentalistisch | 2 Sprengsätze            | Zivilisten                | 0       | 20        | Algerischer Bürgerkrieg |
| 10. Mai 1998       | Blida          | [ 126 ]           | Muslimische Extremisten | islamisch-fundamentalistisch | Sprengsatz               | Passagierzug              | 3       | 20        | Algerischer Bürgerkrieg |
| 12. Mai 1998       | Algier         | [ 127 ]           | vermutlich GIA          | salafistisch, wahhabitisch   | Stichwaffen              | Zivilisten                | 22      | 1         | Algerischer Bürgerkrieg |
| 22. Mai 1998       | Algier         | [ 128 ]           | vermutlich GIA          | salafistisch, wahhabitisch   | Sprengsatz               | Markt                     | 16      | 60        | Algerischer Bürgerkrieg |
| 27. Mai 1998       | Blida          | [ 129 ]           | vermutlich GIA          | salafistisch, wahhabitisch   | Sprengstoff              | Dorf                      | 11      | 50        | Algerischer Bürgerkrieg |
| 11. Juni 1998      | Ain Defla      | [ 130 ]           | vermutlich GIA          | salafistisch, wahhabitisch   | Sprengsatz               | Passagierzug              | 12      | 21        | Algerischer Bürgerkrieg |
| 09. Juli 1998      | Algier         | [ 131 ]           |                         |                              | Sprengsatz               | Markt                     | 13      | 42        | Algerischer Bürgerkrieg |
| 31. Juli 1998      | Algier         | [ 132 ]           |                         |                              | Sprengsatz               | Markt                     | 3       | 20        | Algerischer Bürgerkrieg |
| 20. August 1998    | Djelfa         | [ 133 ]           |                         |                              | Sprengsatz               | Zivilisten                | 13      | 39        | Algerischer Bürgerkrieg |
| 31. August 1998    | Algier         | [ 134 ]           |                         |                              | Sprengsatz               | Markt                     | 17      | 60        | Algerischer Bürgerkrieg |
| 11. September 1998 | Blida, Oran    | [ 135 ] [ 136 ]   |                         |                              | 2 Sprengsätze            | Markt, Zivilisten         | 4       | 45        | Algerischer Bürgerkrieg |
| 18. September 1998 | Tiaret         | [ 137 ]           |                         |                              | Sprengsatz               | Markt                     | 22      | 30        | Algerischer Bürgerkrieg |
| 05. Oktober 1998   | Muaskar        | [ 138 ]           |                         |                              | Sprengsatz               | Markt                     | 3       | 62        | Algerischer Bürgerkrieg |
| 23. November 1998  | Medea          | [ 139 ]           |                         |                              | Sprengsatz               | Bus                       | 0       | 42        | Algerischer Bürgerkrieg |
| 03. Dezember 1998  | Khemis Miliana | [ 140 ]           |                         |                              | Sprengsatz               | Zivilisten                | 14      | 24        | Algerischer Bürgerkrieg |
| 08. Dezember 1998  | Chlef          | [ 141 ]           | vermutlich GIA          | salafistisch, wahhabitisch   | Schusswaffen             | Zivilisten                | 42      | 0         | Algerischer Bürgerkrieg |

## 1999
| Datum/Beginn      | Ort            | Artikel/Quelle(n) | Täter                 | Politische Ausrichtung     | Mittel                      | Ziel           | Tote | Verletzte | Hintergrund             |
| ----------------- | -------------- | ----------------- | --------------------- | -------------------------- | --------------------------- | -------------- | ---- | --------- | ----------------------- |
| 23. Februar 1999  | Khemis Miliana | [ 142 ]           |                       |                            | Paketbombe                  | Restaurant     | 4    | 22        | Algerischer Bürgerkrieg |
| 09. März 1999     | Khemis Miliana | [ 143 ]           | vermutlich Islamisten | islamistisch               | Sprengsatz                  | Sekundarschule | 3    | 25        | Algerischer Bürgerkrieg |
| 15. August 1999   | Bechar         | [ 144 ]           | Islamisten            | islamistisch               | Schuss- und Stichwaffen     | Zivilisten     | 29   | 3         | Algerischer Bürgerkrieg |
| 24. Dezember 1999 | Ain Defla      | [ 145 ]           | vermutlich GIA        | salafistisch, wahhabitisch | Sturmgewehre, Brandstiftung | Zivilisten     | 28   | 10        | Algerischer Bürgerkrieg |

## 2000
| Datum/Beginn      | Ort     | Artikel/Quelle(n) | Täter                                   | Politische Ausrichtung       | Mittel     | Ziel  | Tote | Verletzte | Hintergrund             |
| ----------------- | ------- | ----------------- | --------------------------------------- | ---------------------------- | ---------- | ----- | ---- | --------- | ----------------------- |
| 16. Juni 2000     | Muaskar | [ 146 ]           | vermutlich GIA                          | salafistisch, wahhabitisch   | Sprengsatz | Markt | 13   | 42        | Algerischer Bürgerkrieg |
| 18. Dezember 2000 | Chlef   | [ 147 ]           | vermutlich Muslimische Fundamentalisten | islamisch-fundamentalistisch |            | Dorf  | 22   | 0         | Algerischer Bürgerkrieg |

## 2001
| Datum/Beginn       | Ort         | Artikel/Quelle(n) | Täter          | Politische Ausrichtung     | Mittel                  | Ziel                                 | Tote | Verletzte | Hintergrund             |
| ------------------ | ----------- | ----------------- | -------------- | -------------------------- | ----------------------- | ------------------------------------ | ---- | --------- | ----------------------- |
| 18. Januar 2001    | Ech Cheliff | [ 148 ]           |                |                            | Schusswaffen            | Zivilisten                           | 23   | 0         | Algerischer Bürgerkrieg |
| 27. Januar 2001    | Chlef       | [ 149 ]           |                |                            | Stichwaffen             | Zivilisten                           | 25   | 0         | Algerischer Bürgerkrieg |
| 10. Februar 2001   | Medea       | [ 150 ]           | vermutlich GIA | salafistisch, wahhabitisch | Schuss- und Stichwaffen | Zivilisten                           | 23   | 1         | Algerischer Bürgerkrieg |
| 24. Februar 2001   | Laghouat    | [ 151 ]           | Islamisten     | islamistisch               | Sprengsatz              | Bushaltestelle, Soldaten, Zivilisten | 3    | 27        | Algerischer Bürgerkrieg |
| 29. August 2001    | Algier      | [ 152 ]           |                |                            | Sprengsatz              | Zivilisten                           | 0    | 34        | Algerischer Bürgerkrieg |
| 27. September 2001 | Blida       | [ 153 ]           |                |                            | Schusswaffen            | Hochzeit                             | 22   | 7         | Algerischer Bürgerkrieg |
| 20. November 2001  | Algier      | [ 154 ]           |                |                            | Sprengsatz              | Bushaltestelle                       | 0    | 29        | Algerischer Bürgerkrieg |

## 2002
| Datum/Beginn    | Ort    | Artikel/Quelle(n) | Täter           | Politische Ausrichtung     | Mittel                                 | Ziel                    | Tote | Verletzte | Hintergrund |
| --------------- | ------ | ----------------- | --------------- | -------------------------- | -------------------------------------- | ----------------------- | ---- | --------- | ----------- |
| 01. April 2002  | Saida  | [ 155 ]           | vermutlich GSPC | salafistisch               | Automatische Schusswaffen              | Sicherheitskräfte       | 21   | 0         |             |
| 01. Mai 2002    | Tiaret | [ 156 ] [ 157 ]   | vermutlich GIA  | salafistisch, wahhabitisch | Schusswaffen                           | Zivilisten              | 31   | 5         |             |
| 29. Mai 2002    | Chlef  | [ 158 ]           | vermutlich GIA  | salafistisch, wahhabitisch | Schuss- und Stichwaffen, Brandstiftung | Zivilisten              | 27   | 0         |             |
| 21. Juni 2002   | Chlef  | [ 159 ] [ 160 ]   | vermutlich GIA  | salafistisch, wahhabitisch | Sprengsätze                            | Markt, Park, Zivilisten | 4    | 28        |             |
| 05. Juli 2002   | Algier | [ 161 ]           |                 |                            | Sprengsatz                             | Markt                   | 35   |           |             |
| 15. August 2002 | Chlef  | [ 162 ]           | GIA             | salafistisch, wahhabitisch | Stichwaffen                            | Zivilisten              | 26   | 0         |             |

## 2003
| Datum/Beginn    | Ort    | Artikel/Quelle(n) | Täter           | Politische Ausrichtung | Mittel                    | Ziel          | Tote | Verletzte | Hintergrund |
| --------------- | ------ | ----------------- | --------------- | ---------------------- | ------------------------- | ------------- | ---- | --------- | ----------- |
| 04. Januar 2003 | Biskra | [ 163 ]           | vermutlich GSPC | salafistisch           | Sprengsätze, Schusswaffen | Militärkonvoi | 43   | 19        |             |

## 2007
| Datum/Beginn       | Ort       | Artikel/Quelle(n) | Täter               | Politische Ausrichtung     | Mittel                               | Ziel                                   | Tote    | Verletzte | Hintergrund                   |
| ------------------ | --------- | ----------------- | ------------------- | -------------------------- | ------------------------------------ | -------------------------------------- | ------- | --------- | ----------------------------- |
| 11. April 2007     | Algier    | [ 164 ]           | al-Qaida im Maghreb | salafistisch, wahhabitisch | 2 Selbstmordattentäter               | Regierungsgebäude, Polizeistation      | 28 (+2) | 160       | Aufstand im Maghreb seit 2002 |
| 11. Juli 2007      | Algier    | [ 165 ]           | al-Qaida im Maghreb | salafistisch, wahhabitisch | Selbstmordattentäter mit Autobombe   | Militärkaserne                         | 10 (+1) | 35        | Aufstand im Maghreb seit 2002 |
| 08. September 2007 | Boumerdes | [ 166 ]           | al-Qaida im Maghreb | salafistisch, wahhabitisch | 2 Selbstmordattentäter mit Autobombe | Militärkaserne                         | 28 (+2) | 47        | Aufstand im Maghreb seit 2002 |
| 11. Dezember 2007  | Algier    | [ 167 ]           | al-Qaida im Maghreb | salafistisch, wahhabitisch | Autobombe                            | Studenten in Bus, chinesische Arbeiter | 67      | 100+      | Aufstand im Maghreb seit 2002 |

## 2008
| Datum/Beginn    | Ort        | Artikel/Quelle(n) | Täter                          | Politische Ausrichtung     | Mittel                             | Ziel           | Tote    | Verletzte | Hintergrund                   |
| --------------- | ---------- | ----------------- | ------------------------------ | -------------------------- | ---------------------------------- | -------------- | ------- | --------- | ----------------------------- |
| 02. Januar 2008 | Boumerdes  | [ 168 ]           | al-Qaida im Maghreb            | salafistisch, wahhabitisch | Selbstmordattentäter mit Autobombe | Polizeistation | 4 (+1)  | 20        | Aufstand im Maghreb seit 2002 |
| 28. Januar 2008 | Thénia     | [ 169 ]           | vermutlich al-Qaida im Maghreb | salafistisch, wahhabitisch | Selbstmordattentäter mit Autobombe | Polizeistation | 4 (+1)  | 20        | Aufstand im Maghreb seit 2002 |
| 16. März 2008   | Jijel      | [ 170 ]           | Muslimische Extremisten        |                            | Sprengsatz                         | Militärkonvoi  | 1       | 20        | Aufstand im Maghreb seit 2002 |
| 09. Juni 2008   | Bouira     | [ 171 ]           |                                |                            | Sprengsatz                         | Bushaltestelle | 20      | 0         | Aufstand im Maghreb seit 2002 |
| 03. August 2008 | Tizi Ouzou | [ 172 ]           | al-Qaida im Maghreb            | salafistisch, wahhabitisch | Selbstmordattentäter mit Autobombe | Polizeischüler | 0 (+1)  | 25        | Aufstand im Maghreb seit 2002 |
| 19. August 2008 | Boumerdes  | [ 173 ]           | vermutlich al-Qaida im Maghreb | salafistisch, wahhabitisch | Selbstmordattentäter mit Autobombe | Polizeischüler | 43 (+1) | 45        | Aufstand im Maghreb seit 2002 |

## 2009
| Datum/Beginn    | Ort       | Artikel/Quelle(n) | Täter                          | Politische Ausrichtung     | Mittel                             | Ziel            | Tote    | Verletzte | Hintergrund                   |
| --------------- | --------- | ----------------- | ------------------------------ | -------------------------- | ---------------------------------- | --------------- | ------- | --------- | ----------------------------- |
| 18. August 2009 | Boumerdes | [ 174 ]           | vermutlich al-Qaida im Maghreb | salafistisch, wahhabitisch | Selbstmordattentäter mit Autobombe | Polizeiakademie | 42 (+1) | 38        | Aufstand im Maghreb seit 2002 |

## 2013
| Datum/Beginn    | Ort    | Artikel/Quelle(n) | Täter                        | Politische Ausrichtung | Mittel                                                                  | Ziel      | Tote     | Verletzte | Hintergrund                   |
| --------------- | ------ | ----------------- | ---------------------------- | ---------------------- | ----------------------------------------------------------------------- | --------- | -------- | --------- | ----------------------------- |
| 16. Januar 2013 | Illizi | [ 175 ]           | Al-Mua'qi'oon Biddam Brigade |                        | Mörser, Flugabwehrraketen, Maschinengewehre, Schrotflinten, Geiselnahme | BP-Anlage | 40 (+29) | 8         | Aufstand im Maghreb seit 2002 |

## 2014
| Datum/Beginn | Ort   | Artikel/Quelle(n) | Täter | Politische Ausrichtung | Mittel | Ziel              | Tote | Verletzte | Hintergrund                   |
| ------------ | ----- | ----------------- | ----- | ---------------------- | ------ | ----------------- | ---- | --------- | ----------------------------- |
| 12. Mai 2014 | Jijel | [ 176 ]           |       |                        |        | Militärpatrouille | 1    | 20        | Aufstand im Maghreb seit 2002 |